# Allsvenskan 2015
La temporada 2015 fue la nonagésima primera edición de la Allsvenskan, la máxima categoría del fútbol de Suecia desde su creación en 1924. En esta temporada, participaron dieciséis equipos, los catorce mejores de la pasada, más dos provenientes de la Superettan. Malmö FF es el actual campeón.

## Ascensos y descensos
| Pos. | Descendidos de la Allsvenskan 2014 |
| ---- | ---------------------------------- |
| 15º  | Mjällby AIF                        |
| 16º  | IF Brommapojkarna                  |

| Pos. | Ascendidos de la Superettan 2014 |
| ---- | -------------------------------- |
| 1º   | Hammarby IF                      |
| 2º   | GIF Sundsvall                    |

## Modo de disputa
El torneo se disputa mediante el sistema de todos contra todos, donde cada equipo jugó contra los demás dos veces, una como local, y otra como visitante.
Cada equipo recibirá tres puntos por partido ganado, un punto en caso de empate, y ninguno si pierde.
Al finalizar el torneo, el equipo con mayor cantidad de puntos se consagrará campeón y obtendrá la posibilidad de disputar la siguiente edición de la Liga de Campeones de la UEFA. Los equipos ubicados en la segunda y tercera posición clasificarán a la Liga Europea de la UEFA. Los equipos que queden ubicados en las últimas dos posiciones descienden automáticamente a la segunda división, mientras que aquel ubicado en la decimocuarta (14°) posición debe jugar un partido contra un equipo proveniente de la segunda división, donde el ganador disputa la siguiente temporada de la primera división.

## Equipos
| Club            | Ciudad      | Estadio          | Capacidad | Temporada pasada |
| --------------- | ----------- | ---------------- | --------- | ---------------- |
| AIK Estocolmo   | Solna       | Friends Arena    | 50.000    | 3°               |
| Åtvidabergs FF  | Åtvidaberg  | Kopparvallen     | 7.200     | 8°               |
| BK Häcken       | Gotemburgo  | Rambergsvallen   | 7.000     | 5°               |
| Djurgårdens IF  | Estocolmo   | Tele2 Arena      | 14.500    | 7°               |
| Falkenbergs FF  | Falkenberg  | Falkenbergs IP   | 5.288     | 13°              |
| Gefle IF        | Gävle       | Strömvallen      | 7.300     | 14°              |
| GIF Sundsvall   | Sundsvall   | Norrporten Arena | 8.500     | 2° Superettan    |
| Halmstads BK    | Halmstad    | Örjans Vall      | 15.000    | 10°              |
| Hammarby IF     | Estocolmo   | Tele2 Arena      | 33.600    | 1° Superettan    |
| Helsingborgs IF | Helsingborg | Olympia          | 16.673    | 9°               |
| IF Elfsborg     | Borås       | Borås Arena      | 15.000    | 4°               |
| IFK Göteborg    | Gotemburgo  | Nya Gamla Ullevi | 18.800    | 2°               |
| IFK Norrköping  | Norrköping  | Nya Parken       | 19.414    | 12°              |
| Kalmar FF       | Kalmar      | Guldfågeln Arena | 12.100    | 11°              |
| Malmö FF        | Malmö       | Swedbank Stadion | 24.000    | 1° campeón       |
| Örebro SK       | Örebro      | Behrn Arena      | 14.500    | 6°               |

## Tabla de posiciones
- Actualizado al final del campeonato el 1 de noviembre de 2015.[2]

| Pos. | Equipo             | Pts. | PJ | G  | E  | P  | GF | GC | Dif. | Clasificación o descenso                                      |
| ---- | ------------------ | ---- | -- | -- | -- | -- | -- | -- | ---- | ------------------------------------------------------------- |
| 1    | IFK Norrköping (C) | 66   | 30 | 20 | 6  | 4  | 60 | 33 | +27  | Clasifica a Liga de Campeones de la UEFA 2016-17              |
| 2    | IFK Göteborg       | 63   | 30 | 18 | 9  | 3  | 52 | 22 | +30  | Primera fase clasificatoria de Liga Europa de la UEFA 2016-17 |
| 3    | AIK Stockholm      | 61   | 30 | 18 | 7  | 5  | 54 | 34 | +20  | Primera fase clasificatoria de Liga Europa de la UEFA 2016-17 |
| 4    | IF Elfsborg        | 55   | 30 | 16 | 7  | 7  | 59 | 42 | +17  |                                                               |
| 5    | Malmö FF           | 54   | 30 | 15 | 9  | 6  | 54 | 34 | +20  |                                                               |
| 6    | Djurgårdens IF     | 51   | 30 | 14 | 9  | 7  | 52 | 37 | +15  |                                                               |
| 7    | BK Häcken (1)      | 45   | 30 | 13 | 6  | 11 | 45 | 39 | +6   | Segunda fase clasificatoria de Liga Europa de la UEFA 2016-17 |
| 8    | Helsingborgs IF    | 37   | 30 | 11 | 4  | 15 | 43 | 45 | −2   |                                                               |
| 9    | Örebro SK          | 37   | 30 | 9  | 10 | 11 | 36 | 50 | −14  |                                                               |
| 10   | Gefle IF           | 36   | 30 | 10 | 6  | 14 | 35 | 50 | −15  |                                                               |
| 11   | Hammarby IF        | 33   | 30 | 8  | 9  | 13 | 35 | 39 | −4   |                                                               |
| 12   | GIF Sundsvall      | 32   | 30 | 9  | 5  | 16 | 34 | 52 | −18  |                                                               |
| 13   | Kalmar FF          | 31   | 30 | 8  | 7  | 15 | 31 | 42 | −11  |                                                               |
| 14   | Falkenbergs FF     | 25   | 30 | 7  | 4  | 19 | 38 | 56 | −18  | Clasifica a Playoffs de descenso                              |
| 15   | Halmstads BK (R)   | 21   | 30 | 4  | 9  | 17 | 21 | 44 | −23  | Desciende a la Superettan 2016                                |
| 16   | Åtvidabergs FF (R) | 15   | 30 | 2  | 9  | 19 | 25 | 55 | −30  | Desciende a la Superettan 2016                                |

 Fuente: svenskfotboll.se (en sueco)
Criterios de clasificación: 1) Puntos; 2) diferencia de goles; 3) Metas anotadas; 4) Partidos ganados
- (1) BK Häcken clasifica a la Liga Europa de la UEFA 2016-17 en su calidad de vencedor de la Copa de Suecia 2015–16.

## Promoción de descenso
| IK Sirius                             | 2-2 | Falkenbergs FF | 5 de noviembre de 2015 | Uppsala    |
| Falkenbergs FF                        | 1-1 | IK Sirius      | 8 de noviembre de 2015 | Falkenberg |
| Falkenbergs FF mantiene la categoría. |     |                |                        |            |

## Goleadores
- actualizado al 31 de octubre de 2015[4]

| Rank | Jugador          | Club            | Goles |
| ---- | ---------------- | --------------- | ----- |
| 1    | Emir Kujović     | IFK Norrköping  | 21    |
| 2    | Henok Goitom     | AIK             | 18    |
| 3    | Marcus Antonsson | Kalmar FF       | 12    |
| 3    | Nyasha Mushekwi  | Djurgårdens IF  | 12    |
| 3    | Johan Oremo      | Gefle IF        | 12    |
| 3    | Robin Simović    | Helsingborgs IF | 12    |
| 7    | Viktor Claesson  | IF Elfsborg     | 11    |
| 7    | Paulinho         | BK Häcken       | 11    |
| 7    | Markus Rosenberg | Malmö FF        | 11    |